# Asad Durrani
Mohammad Asad Durrani (ourdou : محمد اسد درانی) est un militaire pakistanais né le 7 février 1941. Il a été directeur-général de l'Inter-Services Intelligence (ISI), les puissants services de renseignement de l'armée, entre aout 1990 et mars 1992. Il remplace à ce poste Shamsur Rahman Kallu puis Javed Nasir lui succède. 